# Tshiunza Mbiye
 (avril 2023).
Omer Tshiunza Mbiye, né le 30 novembre 1941 et mort le 23 décembre 2021, est  un homme politique et scientifique congolais.

## Biographie
Originaire du Kasaï-Oriental, il est né le 30 novembre 1941 à la Mission Tielen Saint Jacques, à Mwene-Ditu.
Après ses études secondaires à Lubumbashi, il s’inscrit à l’École Nationale de Droit et d’Administration, où il obtient une licence en sciences économiques et financières en 1965. Il obtient ensuite un diplôme d’études supérieures en sciences économiques, à l’Institut de hautes études internationales de Genève en 1967, et un doctorat en sciences économiques/option économie monétaire et financière internationale à l’université d’Aix-en-Provence en 1970.
En 1965, il est engagé comme assistant à l’École nationale de droit et d’administration. Nommé professeur[Quand ?] et, en 1976, professeur ordinaire au sein de la Faculté des Sciences économiques de l’Université de Kinshasa. De 1976 à 1979, il y exerce aussi les fonctions de secrétaire académique, de vice-doyen chargé de la recherche, de doyen de la Faculté des sciences économiques et directeur de l’Institut de recherches économiques et sociales. 
Il est l’auteur ou coauteur de douze publications scientifiques monétaires[réf. nécessaire] et de trois ouvrages. 
Du 18 janvier au 27 août 1980, il est conseiller principal à la cellule économique et monétaire du Bureau du président Mobutu Sese Seko, avant d’être promu directeur adjoint du Bureau du président de la république de 1980 à 1986.
Il exerce ensuite brièvement les fonctions de vice-gouverneur à la Banque du Zaïre, de novembre 1986 à février 1987, avant d’être appelé au gouvernement en qualité de commissaire d’État à l’économie et à l’industrie. de février à août 1987.
Il est ensuite[Quand ?] nommé président directeur général de l’Institut national de Sécurité Sociale[réf. nécessaire].
Il est également consultant indépendant de la Cellule Technique pour la Réforme Monétaire (CETEREM), de septembre 1997 à septembre 1998, dans le cadre des réflexions préparatoires au lancement du franc congolais le 30 juin 1998.
Il est membre du Conseil d’Administration de la Banque centrale du Congo de 2003 à 2021.

## Vie privée
Il épouse Joséphine Kikudi Mwenshi en 1961 et est père de 10 enfants.

## Publications
- Le Zaïre face à l'indépendance monétaire, impr. Sodimca, Kinshasa, 1973 (OCLC 1312069596)
- Le Zaïre – Monnaie de l’étalon dollar à l’étalon D.T.S, avec Rutayisire Musoni, Presses universitaires du Zaïre, UNAZA-Rectorat, Kinshasa, 1975 (OCLC 7553244)
- La "douce négligence" et les crises actuelles, Zaire-Afrique, Kinshasa, 1975 (OCLC 4589639)